# Portland (Oregon)
Portland ist die größte Stadt und das wirtschaftliche Zentrum des 
Bundesstaates Oregon im Nordwesten der Vereinigten Staaten.
Mit 652.503 Einwohnern (Census 2020) ist Portland nach Seattle im benachbarten Bundesstaat Washington und dem kanadischen Vancouver die drittgrößte Stadt in der Region Pazifischer Nordwesten. Im Großraum Portland leben über 2,3 Millionen Einwohner. Die Stadt ist Hauptstadt (County Seat) des Multnomah County und Sitz des römisch-katholischen Erzbistums Portland in Oregon.

## Geografie

### Lage und Ausdehnung des Stadtgebietes
Portland liegt am nordwestlichen Rand Oregons an der Mündung des Willamette River in den Columbia River. Die Metropole hat eine Gesamtfläche von 376,5 km², bestehend aus 347,9 km² Land und 28,6 km² Wasser.

### Klima
Laut der Klimaklassifikation nach Köppen und Geiger herrscht in Portland ein Warm-Sommer-Mittelmeerklima (Csb). Die höchste Temperatur im Sommer beträgt ca. 29 °C, die tiefste Temperatur im Winter beträgt ca. −2 °C. Portland gehört mit ca. 1075 mm Niederschlag im Jahresmittel zu den regenreichen Gebieten in Oregon. In den Monaten November bis Januar fällt statistisch am meisten Niederschlag. Im Sommer regnet es dafür eher selten, sodass die jährliche Niederschlagsmenge im für diese Breiten üblichen Rahmen bleibt.
|                       | Jan   | Feb  | Mär  | Apr  | Mai  | Jun  | Jul  | Aug  | Sep  | Okt  | Nov   | Dez   |   |       |
| Mittl. Tagesmax. (°C) | 7,4   | 10,6 | 13,3 | 15,9 | 19,5 | 23,3 | 26,6 | 26,8 | 23,7 | 17,8 | 11,4  | 7,6   | ⌀ | 17    |
| Mittl. Tagesmin. (°C) | 0,9   | 2,3  | 3,7  | 5,2  | 8,3  | 11,6 | 13,6 | 13,8 | 11,1 | 7,2  | 4,2   | 1,6   | ⌀ | 7     |
|                       |       |      |      |      |      |      |      |      |      |      |       |       |   |       |
| Niederschlag (mm)     | 135,9 | 97,8 | 90,4 | 60,7 | 52,3 | 37,6 | 16,0 | 27,7 | 44,4 | 67,8 | 135,6 | 155,7 | Σ | 921,9 |
|                       |       |      |      |      |      |      |      |      |      |      |       |       |   |       |
| Sonnenstunden (h/d)   | 2,8   | 4,1  | 6,2  | 7,4  | 8,9  | 9,7  | 10,7 | 9,6  | 7,9  | 4,9  | 2,6   | 2,1   | ⌀ | 6,4   |
|                       |       |      |      |      |      |      |      |      |      |      |       |       |   |       |
| Regentage (d)         | 14,7  | 12,9 | 14,4 | 11,1 | 9,0  | 6,3  | 2,8  | 4,1  | 6,3  | 9,4  | 15,9  | 15,7  | Σ | 122,6 |
|                       |       |      |      |      |      |      |      |      |      |      |       |       |   |       |
| Luftfeuchtigkeit (%)  | 81    | 78   | 75   | 72   | 69   | 66   | 63   | 65   | 69   | 78   | 82    | 83    | ⌀ | 73,4  |

| 0,9 |

| 2,3 |

| 3,7 |

| 5,2 |

| 8,3 |

| 11,6 |

| 13,6 |

| 13,8 |

| 11,1 |

| 7,2 |

| 4,2 |

| 1,6 |

| 0,9 |

| 2,3 |

| 3,7 |

| 5,2 |

| 8,3 |

| 11,6 |

| 13,6 |

| 13,8 |

| 11,1 |

| 7,2 |

| 4,2 |

| 1,6 |

### Luftqualität
Während der Waldbrände an der Westküste der Vereinigten Staaten im Sommer und Herbst 2020 verzeichnete Portland mit einem gemessenen Luftqualitätsindex von 206 die größte Luftverschmutzung aller Städte weltweit. Es handelte sich bei dem Luftschadstoff um den besonders gefährlichen PM2,5.

## Bevölkerung

### Demografie
Die Bevölkerung bestand laut dem Zensus von 2020 zu 77,4 Prozent aus Weißen und zu 5,8 Prozent aus Afroamerikanern; 8,2 Prozent waren asiatischer Herkunft; 0,8 Prozent waren Indianer. 9,7 Prozent der Bevölkerung waren Hispanics. Der Median des Einkommens je Haushalt lag 2015 bei 55.003 US-Dollar. 13,7 Prozent der Bevölkerung lebten unterhalb der Armutsgrenze.

### Einwohnerentwicklung
| Portland: Einwohnerzahlen von 1950 bis 2020 | Portland: Einwohnerzahlen von 1950 bis 2020 | Portland: Einwohnerzahlen von 1950 bis 2020 | Portland: Einwohnerzahlen von 1950 bis 2020 | Portland: Einwohnerzahlen von 1950 bis 2020 |
| ------------------------------------------- | ------------------------------------------- | ------------------------------------------- | ------------------------------------------- | ------------------------------------------- |
| Jahr                                        |                                             |                                             |                                             | Einwohner                                   |
| 1950                                        | 1950                                        |                                             | 373.628                                     | 373.628                                     |
| 1960                                        | 1960                                        |                                             | 372.676                                     | 372.676                                     |
| 1970                                        | 1970                                        |                                             | 382.619                                     | 382.619                                     |
| 1980                                        | 1980                                        |                                             | 366.148                                     | 366.148                                     |
| 1990                                        | 1990                                        |                                             | 437.319                                     | 437.319                                     |
| 2000                                        | 2000                                        |                                             | 529.122                                     | 529.122                                     |
| 2010                                        | 2010                                        |                                             | 583.800                                     | 583.800                                     |
| 2020                                        | 2020                                        |                                             | 652.503                                     | 652.503                                     |
| Quelle(n): Census 2020                      |                                             |                                             |                                             |                                             |

### Metropolregion
Zur Metropolregion Portland (Metropolitan Statistical Area Portland – Vancouver – Hillsboro) gehören nach der Definition des U.S. Census Bureau von 2015 58 Städte mit dem Status 'City'. Größte Städte sind Vancouver im Bundesstaat Washington sowie Gresham, Hillsboro und Beaverton in Oregon. Kleinste Stadt ist Prescott mit 55 Einwohnern.
Die letzte Volkszählung 2020 ergab eine Einwohnerzahl von 2.512.859, davon entfallen rund 24 % auf die Stadt Portland selbst.
Die folgende Tabelle zeigt die Einwohnerentwicklung der Metropolitan Statistical Area Portland – Vancouver – Hillsboro nach der Definition des U.S. Census Bureau 2015:
| Jahr | Einwohner¹ |
| ---- | ---------- |
| 1990 | 1.523.741  |
| 2000 | 1.927.904  |
| 2010 | 2.226.012  |
| 2020 | 2.512.859  |

¹ 1990–2020: Volkszählungsergebnisse
Aus der Tabelle ergibt sich ein Anstieg der Einwohnerzahl von 1990 bis 2020 um 65 %.

## Geschichte
Portland entstand als Siedlung zu Beginn der 1840er Jahre und wurde zunächst The Clearing (Die Lichtung) oder Stumptown (Baumstumpfstadt) genannt. Letztere Bezeichnung geht auf die zahlreichen Baumstümpfe zurück, die eine Zeit lang Teile des Ortsbilds prägten. Aufgrund des raschen Wachstums wurden zahlreiche Bäume gefällt, um Platz für den Ort und Baumaterial zu beschaffen. Dabei beließ man die Baumstümpfe zunächst für längere Zeit im Boden.
Die Entscheidung erfolgte damals angeblich durch Münzwurf, zur Auswahl standen die Namen „Boston“ und „Portland“. Viele Jahre stand Portland im Schatten der damaligen Hauptstadt Oregon City. Im Jahr 1850 hatte Portland etwa 800 Einwohner. Bis in die 1890er Jahre hatte der Hafen von Portland noch eine enorme Bedeutung in der Region. Aufgrund des Ausbaus der Eisenbahn und der neuen Eisenbahn-Verbindung der Region zum Tiefwasser-Hafen Seattle verlor der Hafen in Portland jedoch an Bedeutung.
Portland war, wie auch andere Hafenstädte an der Westküste der USA, berüchtigt für das sogenannte Schanghaien von Seeleuten. Ein ursprünglich für legale Zwecke angelegtes Tunnelsystem, das sich über mehrere Häuserblöcke der Innenstadt erstreckte, stand daher im Ruf, als Shanghai-Tunnel für Entführungen genutzt zu werden.

## Politik

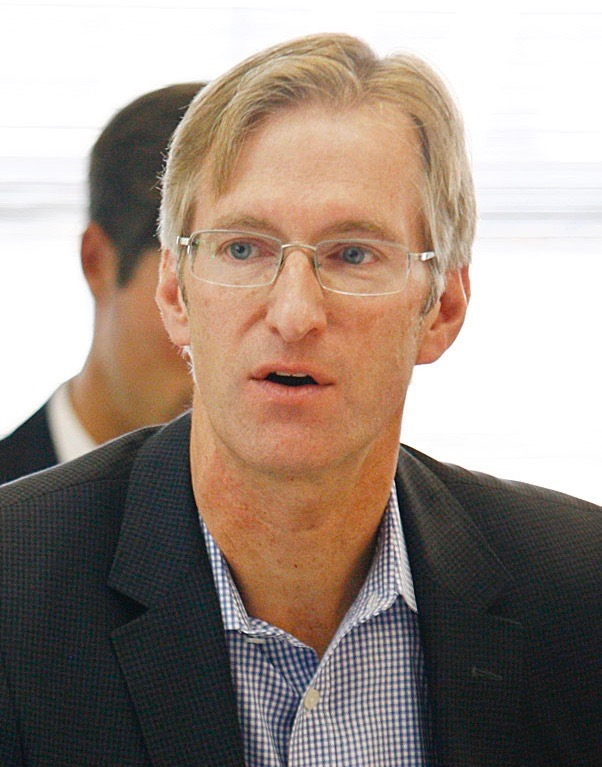
Derzeitiger Bürgermeister Ted Wheeler

Portland wird durch einen Bürgermeister, vier city commissioners und einen auditor (Kämmerer) regiert, wobei alle Amtsträger auf vier Jahre gewählt werden. Der Stadtrat besteht aus dem Bürgermeister und commissioners. Der auditor ist unter anderem für die Kämmerei zuständig und hat kein Stimmrecht.
Portland und Umgebung wird vom Metro Oregon regional government regiert, einer Art Bezirksregierung. Diese Verwaltungseinheit stellt die einzige direkt gewählte Regionalverwaltung der Vereinigten Staaten dar. Das Metro Oregon regional government ist Betreiber und Eigentümer des Oregon Convention Center, des Oregon Zoo, des Portland Center for Performing Arts und des Portland Metropolitan Exposition Center.
Bürgermeister der Stadt ist seit Januar 2017 Ted Wheeler. Er ist Nachfolger von Charlie Hales.
Portland hat neun Partnerstädte und mit einer Stadt gibt es eine Städtefreundschaft:
- Sapporo, Japan, seit 1959
- Guadalajara, Mexiko, seit 1983
- Aschkelon, Israel, seit 1987
- Ulsan, Südkorea, seit 1987
- Chabarowsk, Russland, seit 1988
- Kaohsiung, Republik China (Taiwan), seit 1988
- Suzhou, Volksrepublik China, seit 1988
- Mutare, Simbabwe, seit 1991
- Bologna, Italien, seit 2003
- Lwiw, Ukraine Städtefreundschaft

## Kultur

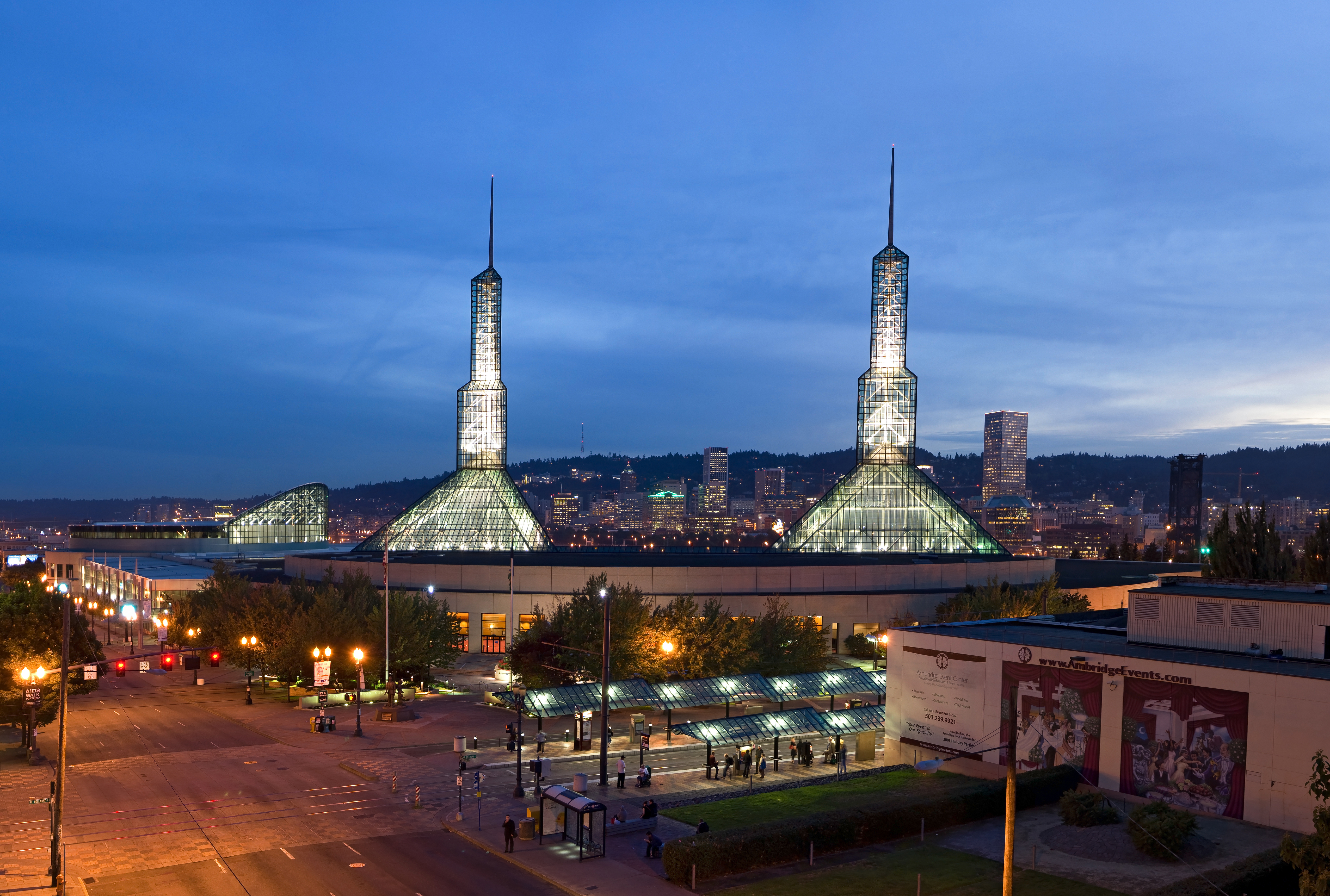
Oregon Convention Center

### Museen
- Oregon Historical Society
- Oregon Museum of Science and Industry an der Eastbank Esplanade mit dem 1990 außer Dienst gestellten U-Boot Blueback der Barbel-Klasse mit einer Länge von 66,9 Metern.
- Pioneer Courthouse wurde von 1869 bis 1903 erbaut und ist das älteste Gebäude einer Bundesbehörde im Pazifischen Nordwesten
- Pittock Mansion, eine Villa aus dem frühen 19. Jahrhundert (heute ein Museum)
- Das Portland Art Museum wurde 1892 eröffnet und ist das älteste Kunstmuseum des Pazifischen Nordwestens. Es hat eine Fläche von 22.000 m² und zeigt 35.000 Kunstwerke aller Art, zum Beispiel Fotografien, Gemälde, Zeichnungen und Kunsthandwerk. Das PAM ist unter anderem mit den Thematiken Kunst der nordamerikanischen Ureinwohner, Kunst des Nordwestens und asiatische Kunst befasst. Es hat außerdem einen Skulpturengarten.
- Portland Institute for Contemporary Art
- Shanghai-Tunnel
- Bathtub Art Museum
- World Forestry Center

### Musik
Portlands Independent- und Alternativ-Szene ist seit Anfang der 1980er Jahre eine der lebendigsten im Nordwesten der USA. Am Anfang der 1980er Jahre war Hardcore Punk mit Bands wie den Wipers und Poison Idea ein wichtiges Genre. Zur Portlander Independent-Szene gehören international bekannte Indiebands wie Courtney Love, Stephen Malkmus and the Jicks, Sleater-Kinney, Team Dresch, Blitzen Trapper, Portugal. The Man, Quasi, The Decemberists, Modest Mouse, The Gossip, The Shins, Heatmiser, und Musiker wie John McEntire (Tortoise, The Sea and Cake, Gastr del Sol, My Dad Is Dead), Elliott Smith, Dave Allen (Gang of Four und Shriekback), Johnny Marr (The Smiths, The Cribs), Laura Veirs u. a. Dieser Szene steht der Portlander Filmemacher Gus Van Sant nahe. Weitere bekannte Musiker aus der Stadt sind unter anderem die Bands The Dandy Warhols, Dan Reed Network und der Gitarrist der Band Kiss, Tommy Thayer.
Die Comedy-Serie Portlandia, in der bekannte Portlander Musiker Gastauftritte haben, karikiert diese Alternativszene.

### Orchester und Chöre
Die Oregon Symphony ist ein 1896 gegründetes national bedeutendes Sinfonieorchester mit 88 hauptberuflichen Musikern, das in der Arlene Schnitzer Concert Hall beheimatet ist.
Die Gruppe Pink Martini stammt aus Portland und wurde hier 1994 von Thomas M. Lauderdale gegründet. Einer ihrer bekanntesten Hits ist der Titel Sympathique aus dem gleichnamigen Album.

### Libertäre Moral
Portland und Oregon haben eine lang anhaltende Tradition einer libertären und individualistischen Moral.
Öffentliche Nacktheit war jahrzehntelang gleichermaßen für etablierte Kunst wie für pornographische Aufnahmen erlaubt. Ungewöhnlich für die USA gibt es schon seit langem Nacktbadestrände, ebenso wie Nacktheit auf County Fairs (Jahrmärkten) erlaubt ist. Mindestens eine County Fair ist überregional für nackte Menschen und offensichtlichen Cannabis-Konsum bekannt. Jeweils Ende Juni findet in Portland das World Naked Bike Ride statt.

### Nachtleben
Portland hat eines der lebhaftesten Nachtleben der USA. Die Stadt streitet sich mit San Francisco und Los Angeles um die höchste Dichte an Strip Clubs. Das Nachtleben in seiner heutigen Ausprägung begann sich 1989 zu entwickeln, als der Berufungsrichter des 9. Gerichtskreises gänzliche gewerbliche Nacktheit im Bundesstaat Oregon erlaubte. Das städtischerseits erlassene Verbot, gleichzeitig Alkohol zu verkaufen und ein volles Nachtclubprogramm zu bieten, diskriminiere Geschäfte mit Alkohollizenzen. In den drei Jahren bis 1992 eröffneten auf der Eastside der Stadt 50 Strip-Clubs, bis 1997 war die Zahl auf 80 gestiegen. Dazu kam ein wachsender Markt an Begleitservices „Unterwäsche-Clubs“, „Bräunungssalons für Gentlemen“ und Ähnliches.
Während wenige Clubs sich extra neu gründeten, bestehen die meisten Clubs aus älteren Kneipen und Pool-Hallen, die eine zusätzliche Bühne in ihre Räumlichkeiten eingebaut haben. Die meisten dieser Clubs liegen an den Hauptstraßen und sind aufgrund minimaler Auflagen, was ihre Werbung angeht, von außen problemlos als Strip-Clubs erkennbar. Sie haben sich als Teil des Nachtlebens etabliert, in dem zumindest Männer auch ganz normal und öffentlich ausgehen, Freunde treffen oder Partys feiern.
Verschiedene Versuche der Gesetzgeber, das Geschäft einzudämmen, scheiterten. Während die Gerichte Nackttanzen als Art des Ausdrucks deuteten, womit es unter die Meinungsfreiheitsklausel fiel, erklärten sie mehrere Versuche für unrechtmäßig, das Gewerbe einzudämmen. Weder hatten städtische Pläne Erfolg, mindestens 1000 Fuß Abstand zwischen Nachtclubs und Wohnbebauung zu fordern, noch mindestens zwei Fuß Abstand zwischen Tänzerin und Kunden.
1994 erlaubte die Stadt zudem mit Video-Poker eine Form des Glücksspiels in den Kneipen und Clubs. Da Oregon keine Umsatzsteuer erhebt, waren die öffentlichen Zusatzeinnahmen aus den Glücksspielkonzessionen ein Argument, das Stadtverordnete und Bevölkerung relativ problemlos von dem Projekt überzeugte.

### Sport

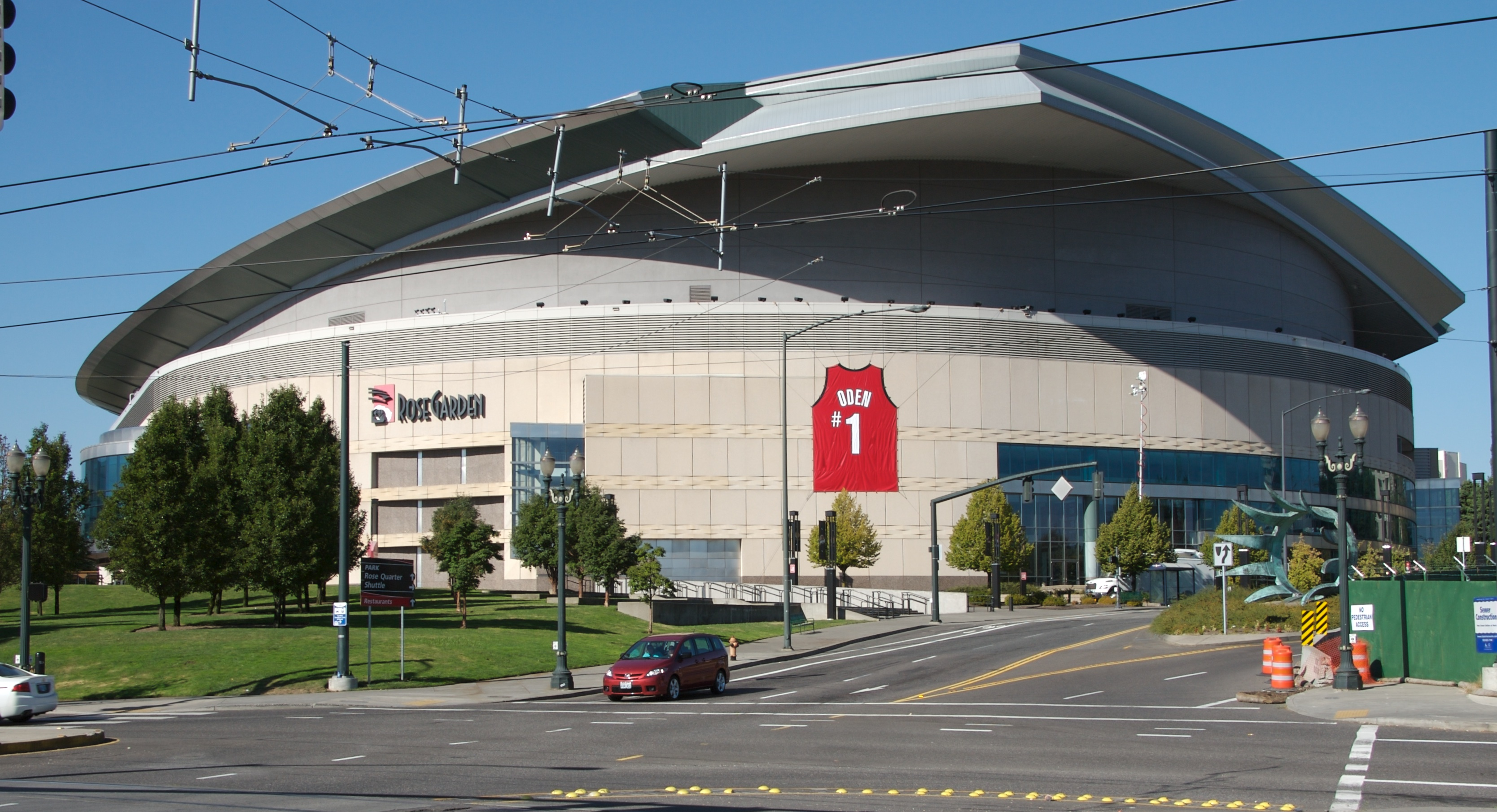
Rose Garden Arena

Die 1970 gegründete Basketballmannschaft Portland Trail Blazers, die in der nordamerikanischen Profiliga NBA spielen, ist hier beheimatet. Die Blazers tragen ihre Heimspiele seit 1995 im Moda Center aus.
Weitere große Sportvereine sind die Fußballclubs Portland Timbers und Portland Thorns und die Eishockey-Mannschaft Portland Winterhawks.
Das vormals in Portland beheimatete Baseballteam Portland Beavers ist im Jahr 2010 nach Tucson, Arizona umgezogen.
Ebenfalls gab es in Portland ein Arena Football Team, die Portland Steel, welche aber nach der Saison 2016 den Spielbetrieb einstellten.
Seit 1971 findet der Portland Marathon statt, der meistens im Oktober unter 9000 Teilnehmern ausgetragen wird.

### Veranstaltungen
Das Portland Rose Festival wird seit 1907 jährlich im Juni abgehalten. Die zentrale Veranstaltung hierbei ist ein Umzug durch die Stadt (die Floral Parade), der mit über 500.000 Zuschauern der zweitgrößte Umzug der Vereinigten Staaten ist.
Eine weitere große Veranstaltung ist der jährlich im Frühjahr stattfindende Mayor's Ball, allerdings ist dies kein Ball im herkömmlichen Sinne.
Jährlich im Juli findet das Oregon Brewers Festival statt, das als eine Art Messe die größte Veranstaltung seiner Art in den Vereinigten Staaten ist. Ebenfalls im Juli findet das Portland International Beerfest statt. Im April findet das Spring Beer and Wine Festival und im Dezember das Holiday Ale Festival statt.
Seit 2010 findet jährlich im Oktober die Oregon Handmade Bicycle Show statt.

### Architektur

#### Brücken

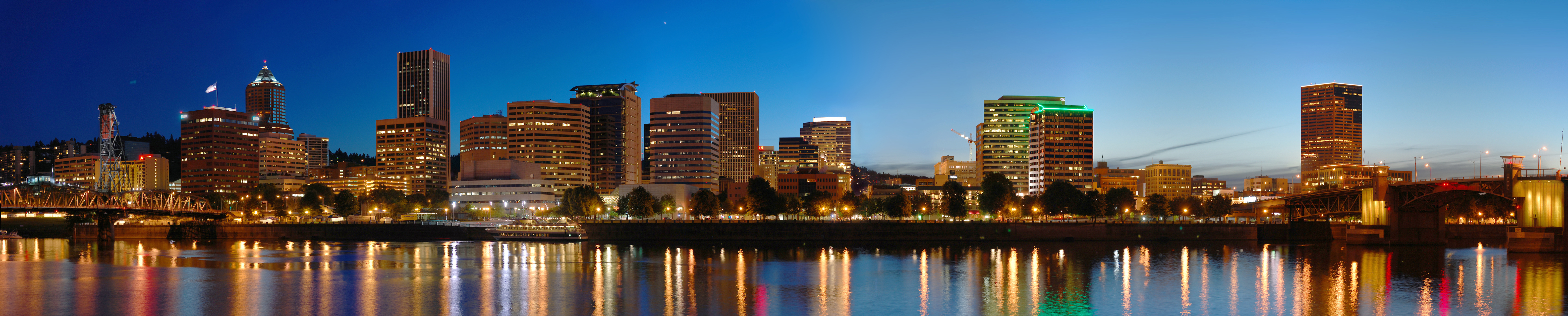
Nachtpanorama von Downtown Portland

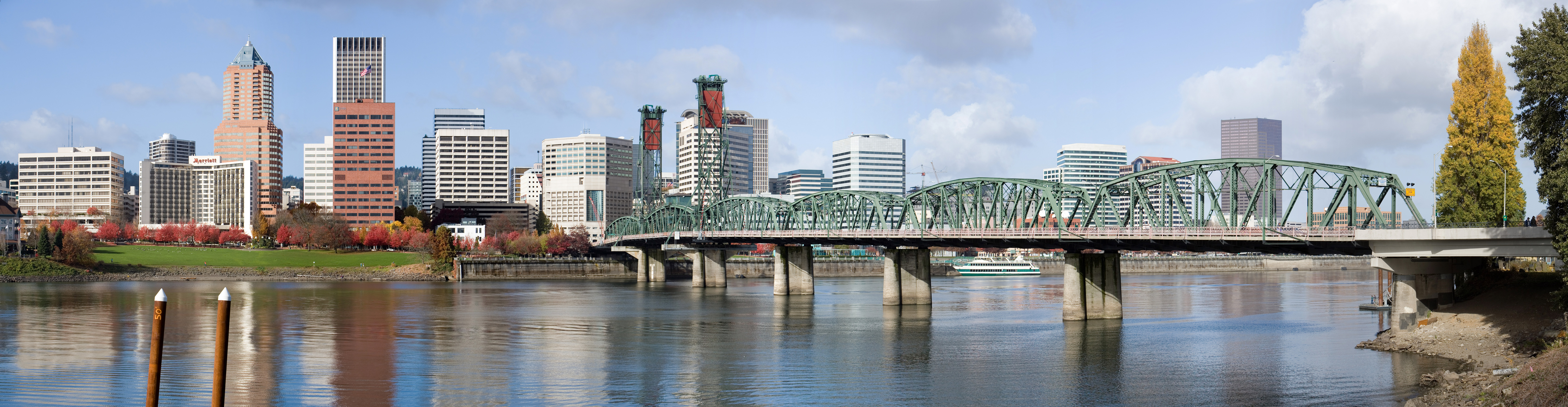
Downtown Portland mit der Hawthorne Bridge

Portland hat vierzehn Brücken, die über den Willamette oder den Columbia führen.

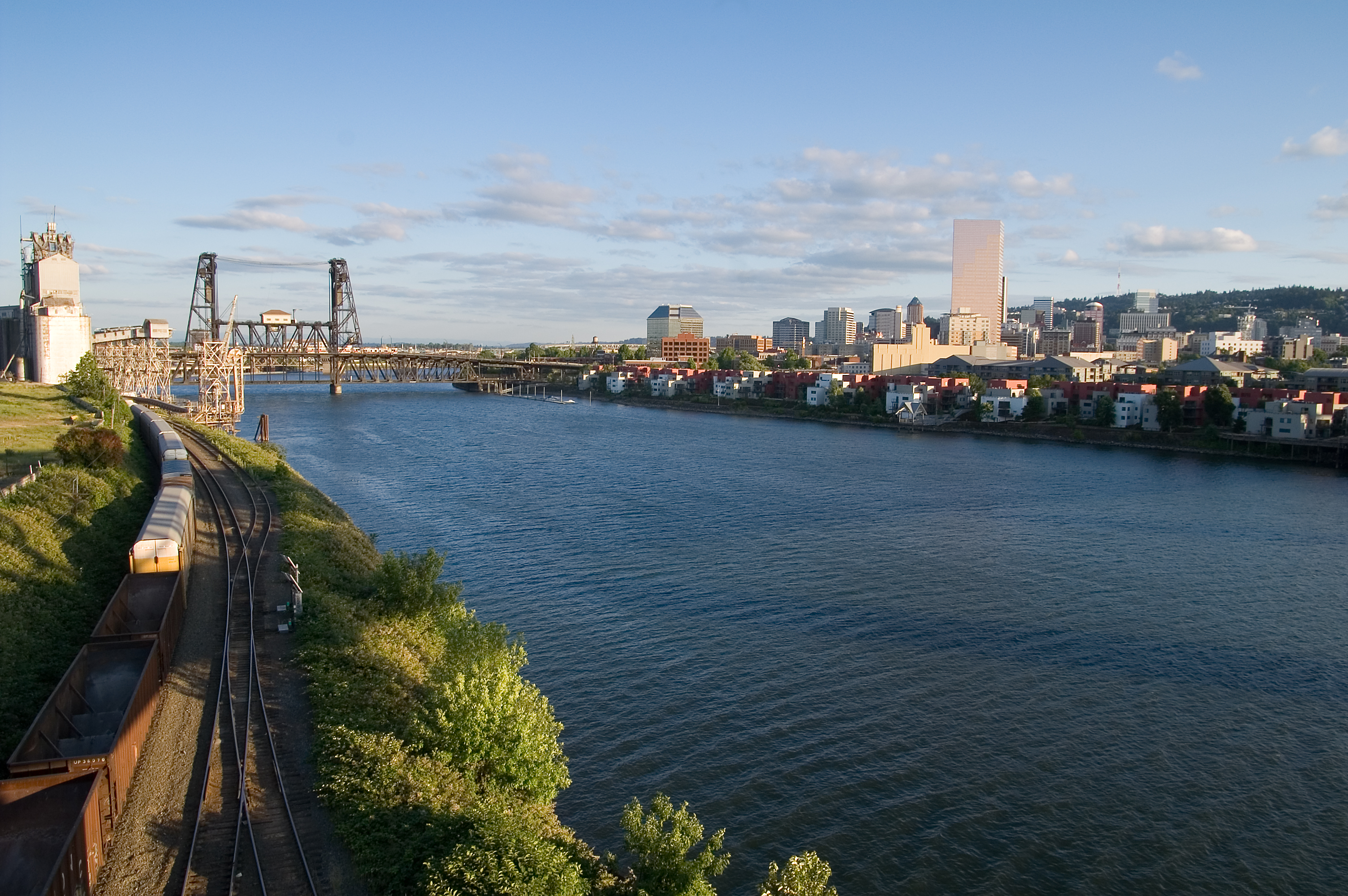
Willamette River
Über den Willamette führen folgende Brücken:
- Die 529 Meter lange Broadway Bridge (erbaut 1913) ist eine Klappbrücke und Teil der Broadway Street. Sie wurde von Ralph Modjeski konstruiert.
- Die Burnside Bridge (Baujahr 1926) ist eine Klappbrücke, die Teil der Burnside Street ist. Sie wurde von Gustav Lindenthal konstruiert.
- Die Burlington Northern Railroad Bridge 5.1 ist eine Hubbrücke für den Schienenverkehr. Sie wurde 1908 als längste Drehbrücke der Welt errichtet und 1989 zu einer Hubbrücke umgebaut.
- Die Fremont Bridge stammt aus dem Jahr 1973. Die zweistöckige Brücke verbindet die I-405 sowie die US-30 mit der I-5. Das 656 Meter lange Bauwerk wurde nicht vor Ort gebaut, sondern fertig montiert hier eingeschwommen. Mit einer Stützweite von 383 Meter war es die weltweit längste Stabbogenbrücke.
- Die Hawthorne Bridge wurde 1910 fertiggestellt und ist Nachfolger der Madison Street Bridge (1891–1902). Sie wurde 1998 bis 1999 renoviert und hat nun eine grüne Farbgebung mit orangen Linien (zuvor gelb).
- Die Marquam Bridge bedient die Schleife Interstate I-5 / I-405 (Baujahr 1966)
- Die Klappbrücke Morrison Bridge wurde 1958 fertiggestellt. Sie befindet sich nördlich der Hawthorne Bridge und südlich der Burnside Bridge. Im Osten verbindet sie die Belmont und Morrison Street; im Westen die Washington und Alder Street. An dieser Stelle befand sich zuvor eine Brücke, die in den 1890ern gebaut wurde.

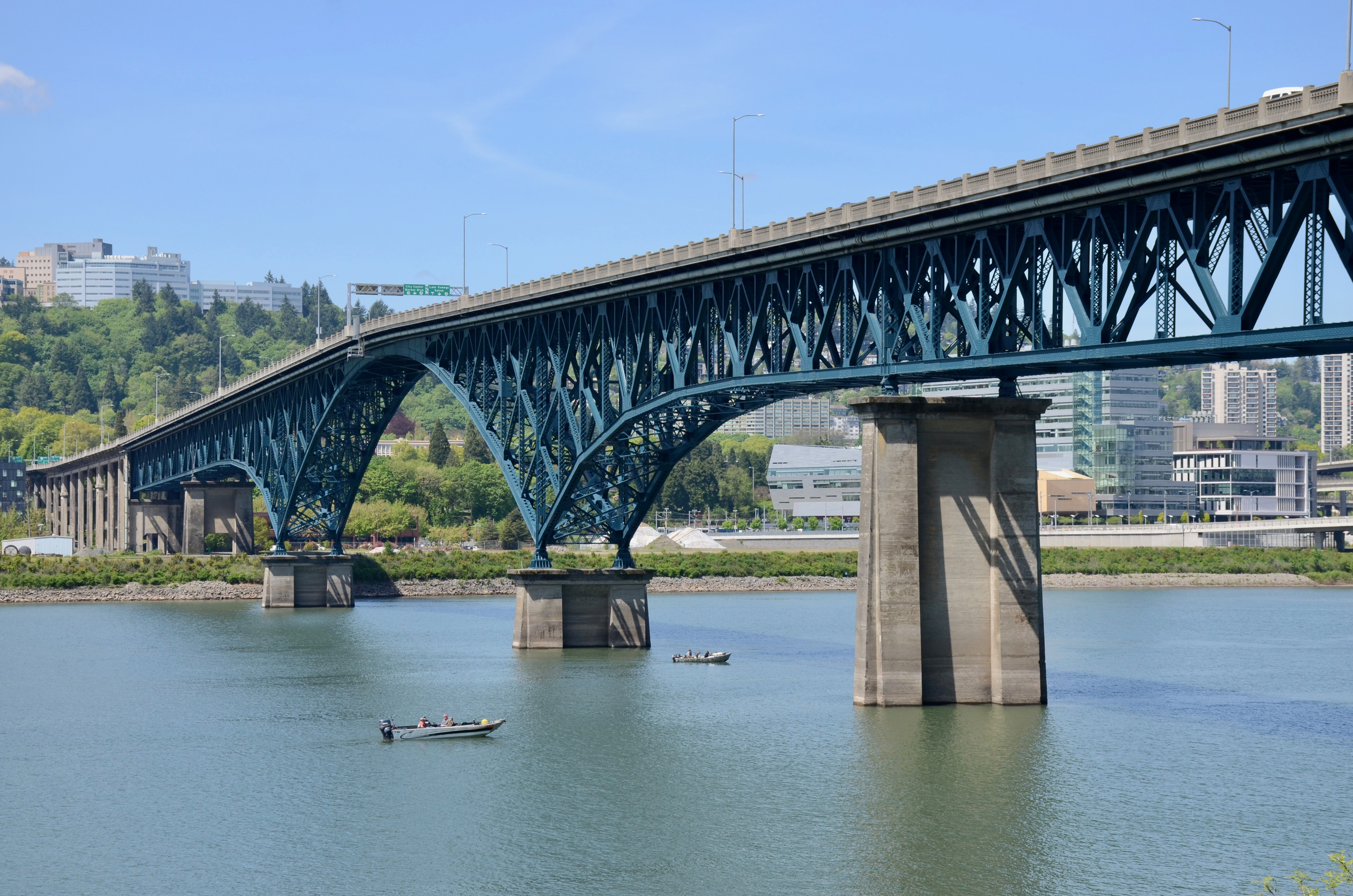
Die Ross Island Brücke

- Die Ross Island Bridge (Baujahr 1926) wurde vom weltbekannten Ingenieur Gustav Lindenthal konstruiert (er plante auch die Burnside und die Sellwood Bridge). Ross Island Bridge verbindet die Arthur Street nach Westen und den Powell Boulevard nach Osten.
- Die Sellwood Bridge ersetzte 2016 eine gleichnamige altersschwache Vorgängerbrücke an gleicher Stelle. Sie verbindet die Staatsstraße OR-43 südlich von Johns Landing mit dem Stadtteil Sellwood (Ostseite) verbindet.
- Die grün angestrichene Hängebrücke St. Johns Bridge (Baujahr 1931) verbindet auf 367,89 Metern den Nordteil mit dem Nordwestteil über die Straße US-30. Sie ist derzeit als historical landmark vorgeschlagen. Konstrukteure waren Holton Robinson and David Steinman.

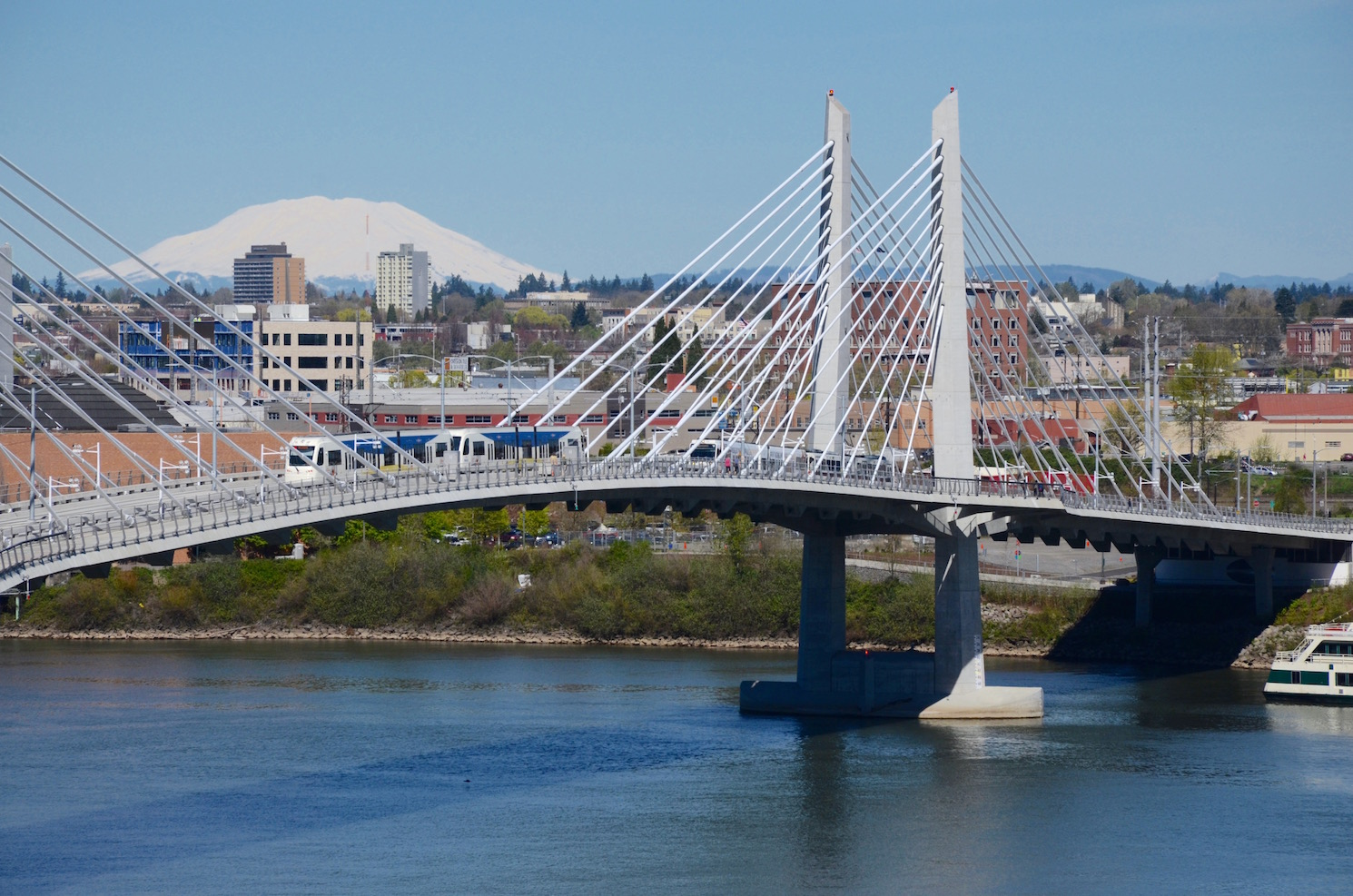
Die Tilikum Crossing, mit Mount St. Helens im Hintergrund

- Die 1912 erbaute Steel Bridge ist eine Doppelstock-Hubbrücke, die weltweit einzige mit zwei separat anhebbaren Ebenen. Die untere dient dem Eisenbahnverkehr, die obere dem Straßenbahn- und Straßenverkehr. Sie ersetzt eine Brücke, die hier 1888 von George S. Morison gebaut wurde.
- Die 2015 eröffnete Tilikum Crossing ist eine Schrägseilbrücke, die ausschließlich dem Bus- und Straßenbahnverkehr dient. Des Weiteren sind Fußgänger und Fahrradfahrer erlaubt. Der Begriff Tilikum steht für das Wort „Menschen“ in der Chinook-Sprache.

Columbia
Über den Columbia führen folgende Brücken:
- Die Burlington Northern Railroad Bridge 9.6 ist eine Drehbrücke für den Schienenverkehr über den Columbia River. Sie wurde 1908 ebenfalls nach Entwürfen von Ralph Modjeski errichtet.
- Die Glenn Jackson Bridge wurde 1982 erbaut und ist Portlands jüngste Brücke. Sie hat eine Länge von 3581 Metern und bedient die I-205. Sie führt über Government Island nach Washington. Die Brücke wurde nach einem hohen Beamten der Oregon Highway Commission, Glenn Jackson, benannt.
- Die 1076,24 Meter lange Interstate Bridge wurde 1917/1958 erbaut und besteht aus zwei Teilen (Ostteil 1917, Westteil 1958 errichtet).

#### Historische Gebäude

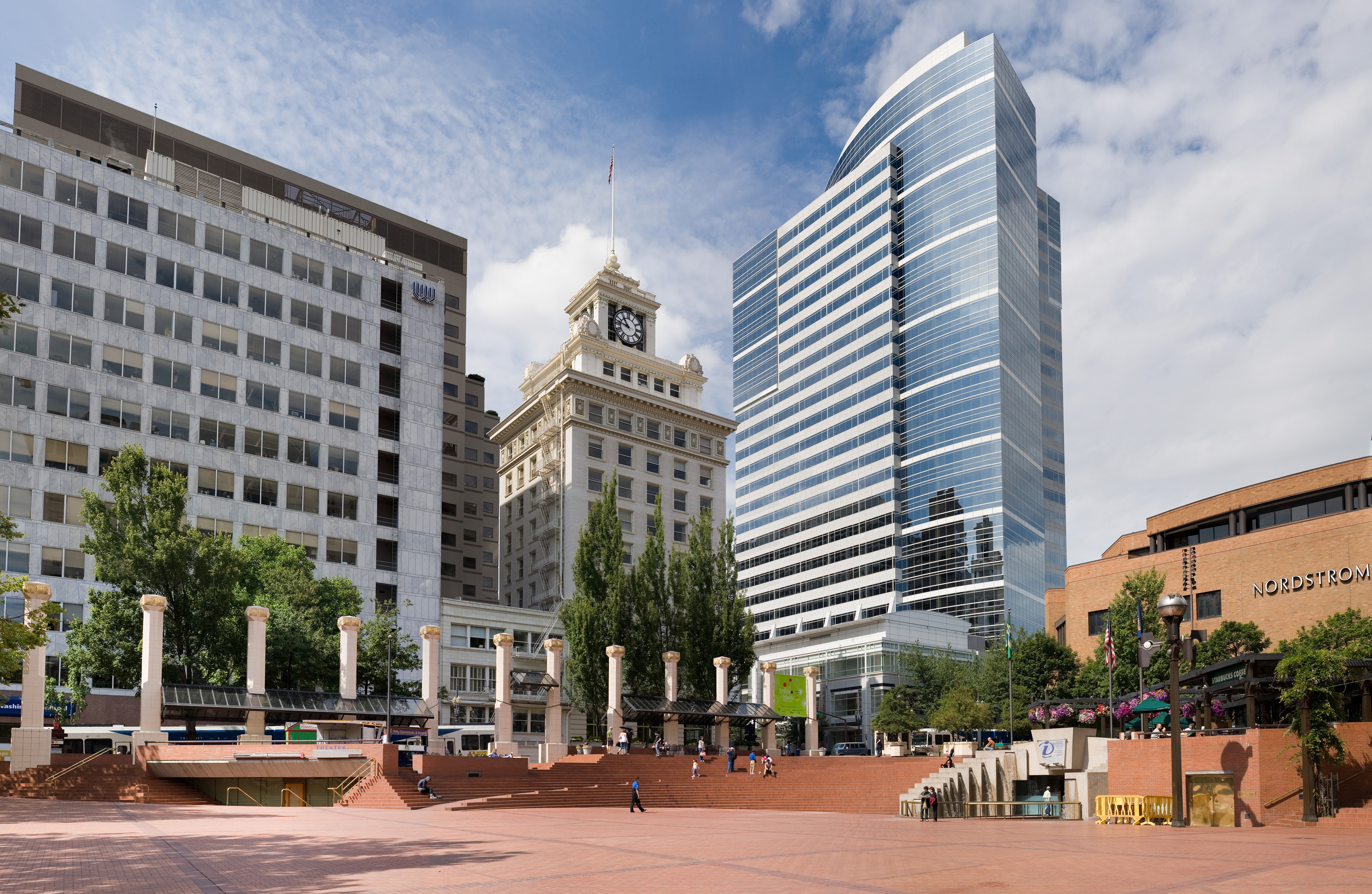
Pioneer Courthouse Square mit Jackson Tower (Bildmitte)

- Das Arlene Schnitzer Concert Hall ist ein Konzerthaus am Broadway, das innen im Rokoko-Stil gehalten ist. Das Haus wurde 1928 als Theater The Paramount erbaut und wurde 1974 zur Konzerthalle umgebaut. Dem angegliedert ist das Hotel Heathman.
- Das Benson Hotel wurde 1912 erbaut und ist seitdem ein elegantes Hotel mit 375 Zimmern.
- Das Einkaufszentrum Lloyd Center war zur Zeit seiner Eröffnung im Januar 1960 das größte der Welt.
- Das zwischen 1909 und 1932 erbaute Meier & Frank Building ist ein Verwaltungsgebäude der ehemaligen Kaufhauskette Meier & Frank (SW Fifth, Alder, Sixth und Morrison St).
- Das Oregon Convention Center ist ein großes Kongresszentrum am Willamette mit zwei großen Spieren als architektonischen Blickfang.
- Das Pittock Mansion ist eine mondäne Villa aus dem frühen 20. Jahrhundert, die Besuchern offensteht.
- Moda Center, ein Stadion und Heimspielstätte der Portland Trail Blazers
- Union Station, ein alter Bahnhof mit Turmuhr
- Pioneer Courthouse, das älteste Gebäude des Bundes im Pazifischen Nordwesten (Pioneer Courthouse Square)
- In der Altstadt befinden sich zahlreiche gusseiserne Gebäude aus der Gründerzeit.
- Weatherly Building, Geschäftshaus 1926
- Das Alberta Rose Theatre, im Jahr 1926 als Alameda Theatre erbaut, war in den 1960er Jahren das einzige von einem Afroamerikaner geleitete Kino und Zentrum der Blaxploitation-Filme in Portland.
- Das 1982 erbaute Portland Building von Michael Graves ist einer der ersten großen Bauten der Postmodernen Architektur. Es hat 15 Stockwerke und wird von der Stadtverwaltung genutzt (1120 SW 5th Avenue in der Innenstadt).

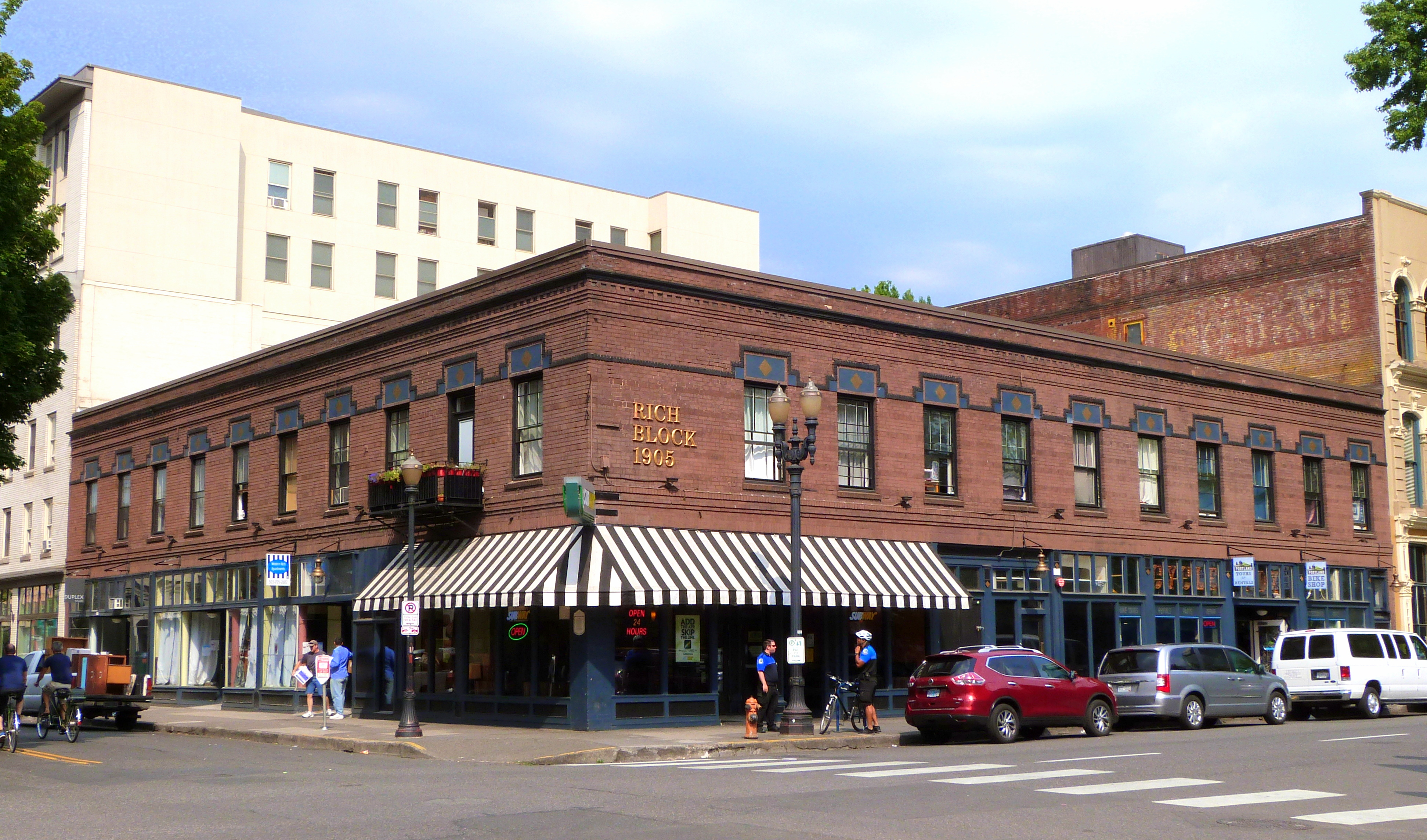
Der Rich Block im Skidmore/Old Town Historic District

Der National Park Service weist für Portland drei National Historic Landmarks aus (Stand Dezember 2016): das Pioneer Courthouse, der Skidmore/Old Town Historic District und das Aubrey Watzek House. 570 Bauwerke und Stätten sind insgesamt im National Register of Historic Places (NRHP) verzeichnet (Stand 3. Januar 2019).

#### Hohe Bauwerke
- Wells Fargo Center (166 m, erbaut 1972)
- US Bancorp Tower (163 m, erbaut 1983)
- KOIN Center (155 m, erbaut 1984)
- PacWest Center (127 m, erbaut 1984)
- Fox Tower (133 m, erbaut 2000)
- Standard Insurance Center (112 m, erbaut 1971)
- Congress Center (98 m, erbaut 1980)
- Mark O. Hatfield United States Courthouse (97 m, erbaut 1997)
- ODS Tower (94 m, erbaut 1999)
- 1000 Broadway (88 m, erbaut 1991)
- John Ross Tower (99 m, erbaut 2007)

### Gärten, Parks und Grünanlagen
Die Stadt verfügt über eine große Anzahl an Gärten, Parks und Grünanlagen.
Washington Park

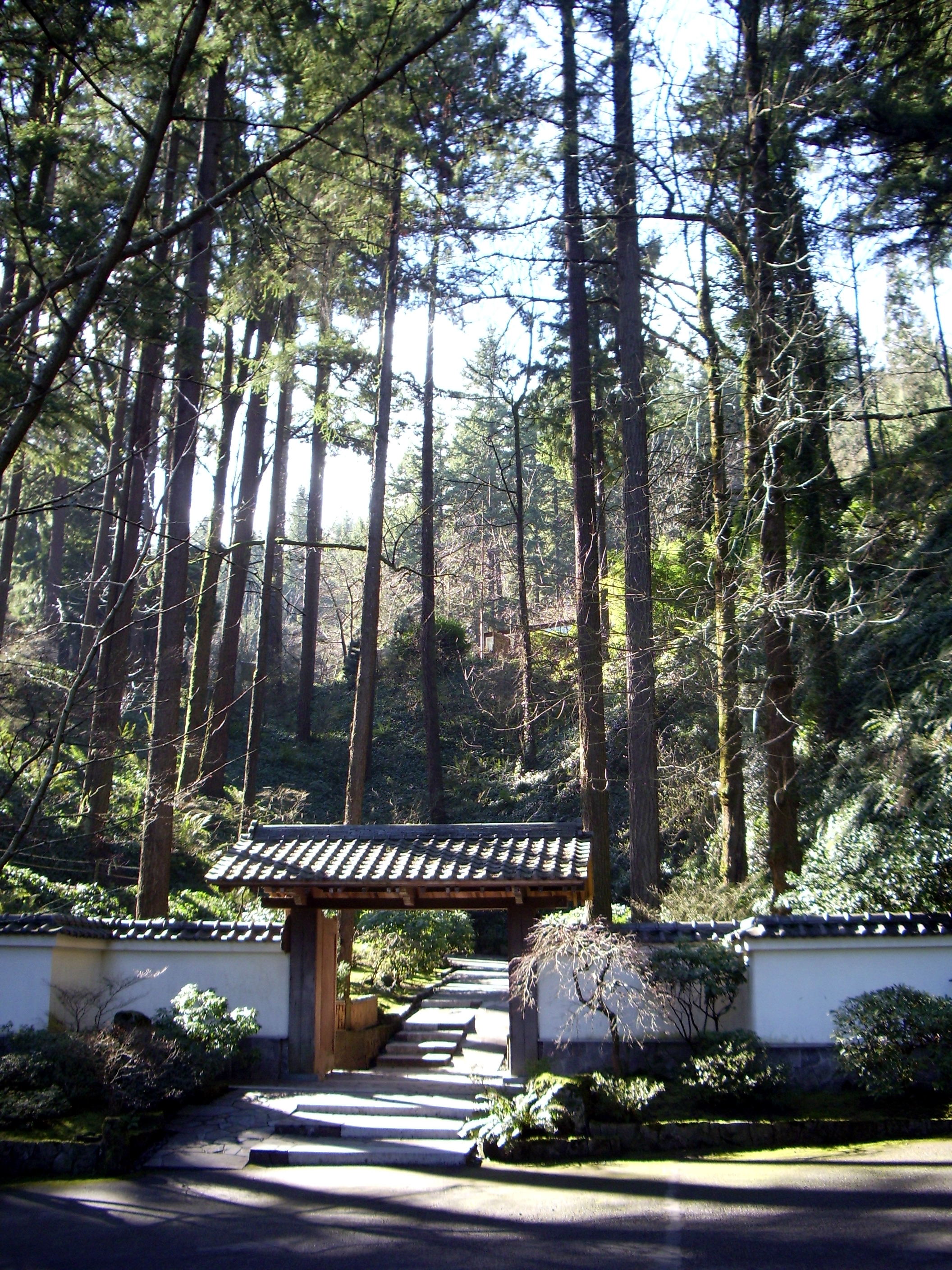
Portland Japanese Garden

Der Washington Park hat eine Fläche von 52,41 Hektar und befindet sich auf einer Anhöhe (61 bis 265 m). Er umfasst unter anderem den Oregon Zoo mit 200 Arten, einen Japanischen Garten mit einer Größe von 22.000 m², das 1928 gegründete Hoyt Arboretum mit 10.000 Bäumen, ein Kindermuseum sowie den Waldlehrpfad World Forestry Center (seit 1906). Des Weiteren gibt es eine Vielzahl an Monumenten, Brunnen und Gedenktafeln.
In Portland herrscht ein ideales Klima für Rosengewächse. Diese werden hier in vielen öffentlichen und privaten Gärten gehalten. Im Washington Park gibt es einen Versuchsgarten (International Rose Test Garden) mit 7000 Rosenarten und 500 Abarten.
Berry Botanic Garden
Berry Botanic Garden ist ein nicht auf Gewinnerzielung ausgerichteter Botanischer Garten (11505 SW Summerville Ave.), der 1978 von einem privaten zu einem öffentlichen Garten wurde. Eine Besonderheit ist die große Population an Rhododendren.
Leach Botanical Garden
Der 1973 gegründete Leach Botanical Garden hat eine Fläche von 15,6 acres und befindet sich im Süden der Stadt (6704 SE 122nd Ave). Der öffentliche Garten legt seinen Schwerpunkt auf Pflanzen des pazifischen Nordwestens und auf eine ökologische Gartenkultur.
Forest Park
Eine Besonderheit ist der Stadtwald Forest Park mit einer Größe von 20,23 km². Er ist der größte Stadtwald der Vereinigten Staaten und befindet sich im Westen der Stadt. Der 1948 gegründete Park hat 112 km Wanderwege. 112 Vogel- und 62 Säugetierarten leben hier.

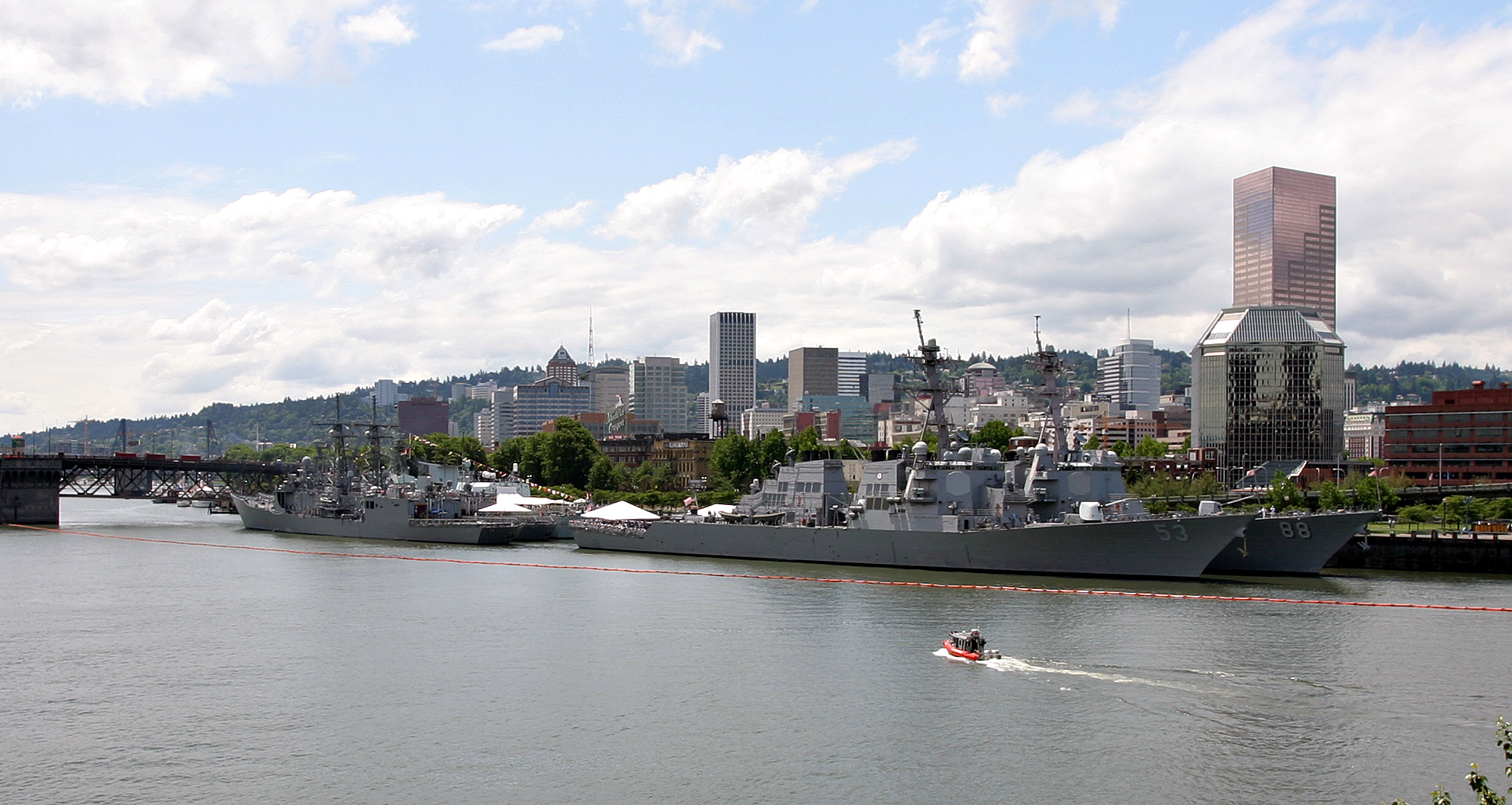
Tom McCall Waterfront Park
Der Tom McCall Waterfront Park befindet sich am Westufer des Willamette in der Innenstadt mit verstreuten Anlegestellen für Seeschiffe. Im Park findet das jährliche Waterfront Blues Festival statt.
Portland Classical Chinese Garden
Seit 2000 gibt es nahe Chinatown (NW 3rd und NW Everett St.) einen 4000 m² großen traditionellen Chinesischen Garten in privater Trägerschaft.
Mount Tabor
Mount Tabor ist ein kleiner Park im Südosten der Stadt und zeigt einen von drei erloschenen kleinen vulkanischen Kratern in Portland.

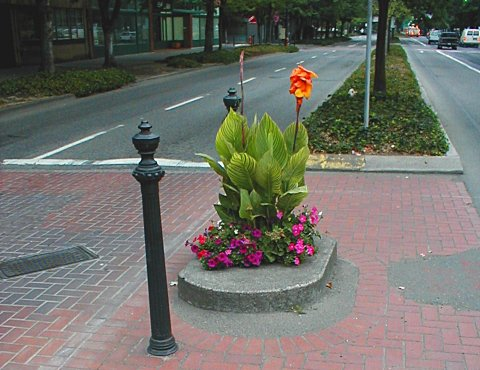
Mill Ends Park
Der Mill Ends Park befindet sich am SW Naito Parkway Ecke SW Taylor in der Innenstadt auf einer Verkehrsinsel und ist mit 60 Zentimetern Durchmesser der kleinste offizielle Park der Welt.
Westmoreland City Park
Der Westmoreland City Park befindet sich am Southeast McLoughlin Boulevard und Bybee Boulevard und ist täglich von 5 Uhr morgens bis Mitternacht geöffnet.

## Wirtschaft und Infrastruktur
Die Metropolregion von Portland erbrachte 2016 eine Wirtschaftsleistung von 165,5 Milliarden US-Dollar und belegte damit Platz 20 unter den Großräumen der USA. Die Arbeitslosenrate betrug 3,4 Prozent und lag damit unter dem nationalen Durchschnitt von 3,8 Prozent (Stand: Mai 2018).

### Unternehmen
In der Stadt gibt es auf die Einwohnerzahl bezogen die meisten Brauereien der Vereinigten Staaten. Portland gilt als Pionier bei den Mikrobrauereien, die im Laufe der 1980er Jahre im Land entstanden und sich landesweit etabliert haben. Große Unternehmen sind:
- Precision Castparts
- Daimler Trucks North America (Freightliner LLC)
- Burgerville, USA: Fast-Food-Kette, regional am Markt
- Columbia Sportswear: Bekleidungshersteller mit 2.712 Mitarbeitern, weltweit am Markt (Export in 50 Länder)
- ESCO Corporation: Hersteller von Werkzeugen und Aggregaten für den Bergbau und den Bausektor
- Fred Meyer: Kaufhauskette, im Pazifischen Nordwesten am Markt (Pionier in Sachen Hypermarkt)
- Gerber Legendary Blades: Hersteller von Messern und Multifunktionswerkzeugen, weltweit am Markt
- Leatherman Tool Group: Hersteller des Multifunktionswerkzeuges Leatherman Tools, weltweit am Markt
- Oregon Public Broadcasting: Medienunternehmen, das für Oregon Fernseh- und Hörfunkprogramme produziert bzw. sendet.
- Cameron’s Books and Magazines
- Powell’s
- Adidas
- Nike sitzt im benachbarten Beaverton
- Intel: Halbleiterhersteller, weltweit am Markt

### Verkehr

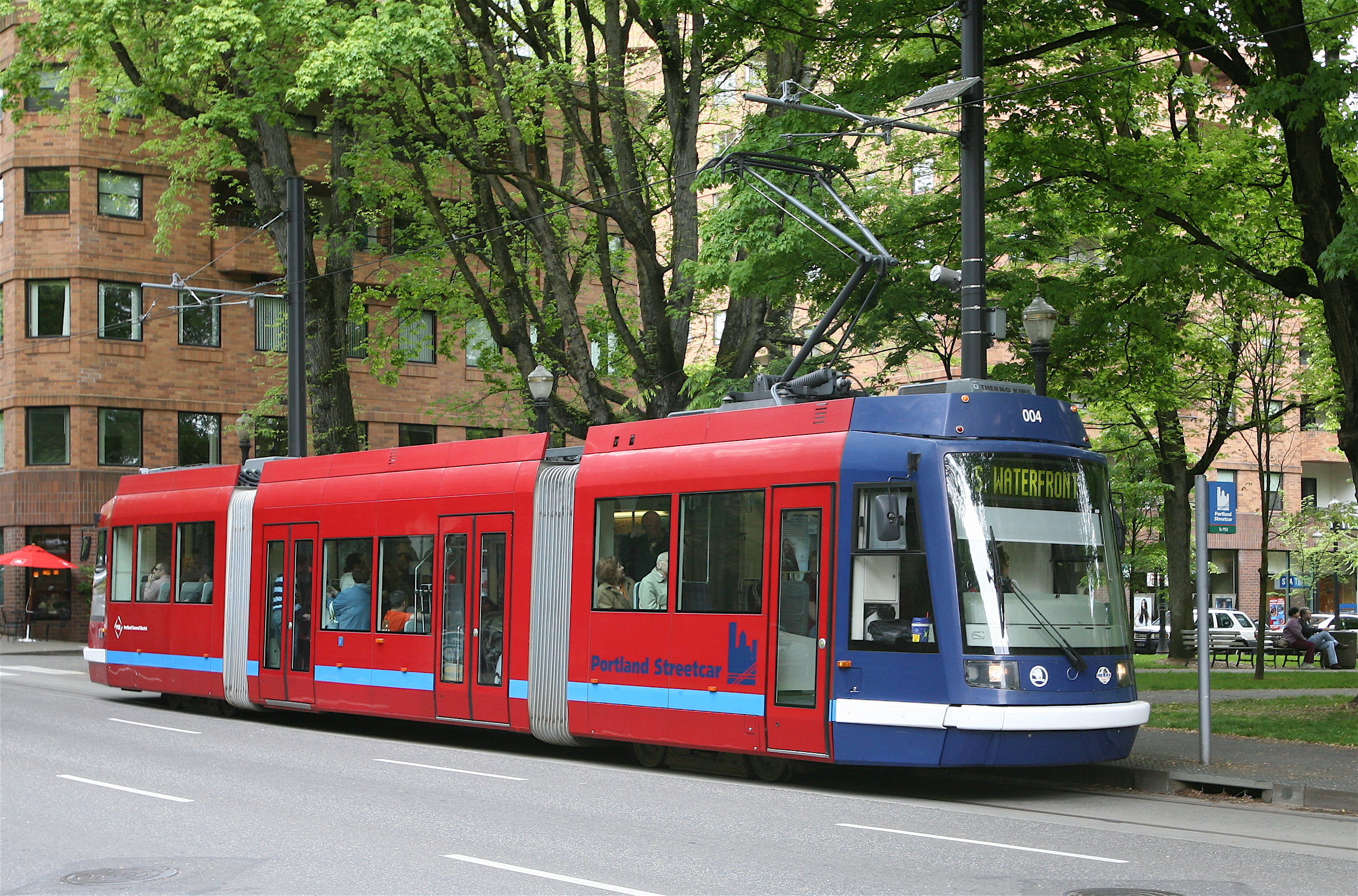
Straßenbahn an einer Haltestelle an der Portland State University

Der öffentliche Personennahverkehr wird vom Unternehmen Trimet betrieben. In Portland hat der Umweltschutz einen hohen Stellenwert. Die Nutzung der Straßenbahn Portland Streetcar, der MAX Light Rail (einer Art Stadtbahn) sowie der Busse war innerhalb der Free Rail Zone, die die Innenstadt und das Lloyd Center umfasst, bis September 2012 kostenlos. Nachfolgend musste wieder auf die Erhebung von Fahrpreisen umgestellt werden, da die durch die kostenfreie Zurverfügungstellung des öffentlichen Nahverkehrs in der Innenstadt entstehende Finanzierungslücke nicht mehr gedeckt werden konnte und sich zudem die Fahrzeit der Busse durch viele Kurzstreckennutzer stark verlängert hatte. In der Innenstadt von Portland gibt es spezielle Parkplätze für Elektrofahrzeuge, die (im Gegensatz zu normalen PKW-Parkplätzen) gratis sind und ebenso kostenlosen Strom zum Aufladen der Fahrzeuge zur Verfügung stellen.
Nordöstlich der Stadt liegt der internationale Flughafen Portland, der in 30 bis 45 Minuten von der Innenstadt erreichbar ist.
Der Seehafen, der sich am Willamette River und am Columbia River befindet, ist ein bedeutender Wirtschaftsfaktor der Stadt. Hier wird die größte Menge an Weizen in den Vereinigten Staaten verschifft; nach der Tonnage ist es der drittgrößte Hafen der Vereinigten Staaten und nach dem Containerumschlag der fünfzehnt größte. Die Terminals sind an das Schienennetz sowie an das Autobahn- und Binnenschifffahrtsnetz angeschlossen. Der Güterumschlag hatte zuletzt ein Volumen von 12 Milliarden US-Dollar.
Die Portland Aerial Tram ist eine Luftseilbahn und verbindet seit Dezember 2006 den Marquam Hill mit dem Oregon Health and Science University (OHSU) Center for Health & Healing in South Waterfront.
Portland ist auch eine fahrradfreundliche Stadt: Auf 400 km Radwegen fahren ca. 16 % Prozent der Beschäftigten auf diese Weise zur Arbeit, was auch von vielen örtlichen Unternehmen durch die Einrichtung von Fahrradstellplätzen, Umkleideräumen und Duschen unterstützt wird. Die Stadt wurde von der League of American Bicyclists als Bicycle Friendly Community ausgezeichnet und erhielt als eine von vier Kommunen in den USA (neben Boulder, Fort Collins und Davis) die höchste Auszeichnungstufe in Platin.

### Medien

#### Zeitungen und Zeitschriften
Die größte Zeitung ist The Oregonian. Sie wurde 1850 als Weekly Oregonian gegründet und ist die größte Zeitung des Bundesstaates. Das intellektuell geprägte Blatt erscheint seit 1861 täglich und hat als Zielgruppe die Bewohner Portlands und Umgebung. 2001 gewann The Oregonian den Pulitzer Prize for Public Service für seine Berichterstattung über den U.S. Immigration and Naturalization Service.
Die Zeitung Portland Tribune erscheint wöchentlich (donnerstags) und versteht sich als Mitbewerber zu The Oregonian sowie als „alternatives Blatt“.
Die Willamette Week erscheint wöchentlich mittwochs und versteht sich als „alternatives Blatt“. Das Blatt schreibt überwiegend Artikel über Lokalpolitik, Neuigkeiten und Kultur.
Das Blatt The Portland Mercury schreibt hauptsächlich über Musik, Musiker und Musikveranstaltungen. Es erscheint wöchentlich.

#### Hörfunk und Fernsehen
Folgende Fernsehstationen haben ihren Sitz in Portland: KATU, KGW, KNMT, KOIN, KOPB-TV, KORS-CA, KPDX, KPOU, KPTV, KPXG, KWBP, KWVT-LP, KXRY und der Marktführer Oregon Public Broadcasting.
Portland ist zudem Hauptdrehort der US-amerikanischen Fantasy- und Mystery-Krimiserie Grimm.

### Bildung

#### Schulwesen
Es gibt etwa 100 öffentliche Schulen. Die 1869 gegründete Lincoln High School ist die älteste öffentliche Highschool westlich des Mississippis. Daneben gibt es folgende private High Schools: Catlin Gabel School, Central Catholic High School, German American School of Portland, Jesuit High School, The Northwest Academy, Oregon Episcopal School, St. Mary’s Academy und Valley Catholic High School.

#### Universitäten und Colleges
(Auswahl)
- Die öffentliche Universität Portland State University (PSU) ist mit 24.000 Studierenden Oregons größte Universität. Sie wurde 1946 gegründet und beschäftigt 2248 Mitarbeiter.
- Das Reed College ist eine private elitäre Hochschule mit 1350 Studierenden (2005). Der 400.000 m² große Campus befindet sich in Eastmoreland (Süd-Portland). Es wurde 1908 als Reed Institute gegründet und verfügt über einen eigenen Atomreaktor.
- Die Oregon Health & Science University (OHSU) ist auf die medizinische Ausbildung ausgerichtet und öffentlich.
- Das öffentliche Portland Community College (PCC) wurde 1961 gegründet und ist mit 83.000 Studierenden das größte Community College in Oregon. Die drei Campus (in Sylvania, Rock Creek und Cascade), die sich nicht alle im Stadtgebiet befinden, haben eine Größe von 3900 km².
- Lewis and Clark College